# Cà Berlone
Cà Berlone, ook wel Cà Berloni genoemd, is een klein dorp (curazia) in de gemeente Città di San Marino in San Marino.

## Geografie
Cà Berlone ligt aan de voet van een heuvel, de Monte Cucco (388 m.), bij de grens met de gemeente Chiesanuova aan een weg vanuit de stad San Marino. Dicht bij het dorp, op de grens met Italië, bevindt zich een industrieel gebied.

## Naam
De naam is afgeleid van de naam van een familie die ten minste sinds de zestiende eeuw in dat gebied woonde. De familie stierf uit in de achttiende eeuw.